# Someș Dej
Someș Dej (fost Combinatul de Celuloză și Hârtie - CCH) este o companie producătoare de celuloză din România,
înființată în anul 1963 care face parte din grupul Serviciile Comerciale Române (SCR), controlat de omul de afaceri Ștefan Vuza, alaturi de Sinterom Cluj-Napoca, Contactoare Buzău, Chimcomplex Borzești, Iașitex Iași, Nova Textile Bumbac Pitești, Uzuc Ploiești, Caromet Caransebeș, Aisa Invest Cluj-Napoca și Inav București.
Societatea produce și comercializează celuloză sulfat albită și naturală din lemn de rășinoase și foioase, hârtie kraft albită și naturală și hârtie pentru scris și tipărit.
Combinatul produce 50.000 tone/an de hârtie și 70.000 tone/an de celuloză, din care aproximativ 30.000 tone/an de celuloză sunt destinate vânzării.
Acțiunile Someș Dej se tranzacționează la categoria Nelistate a Bursei de Valori București (BVB), sub simbolul SMS.
Combinatul de Celuloză și Hârtie (CCH) Dej a fost încă din perioada comunismului cel mai mare producător de hârtie de ambalaj și celuloză din fibră lungă din Balcani.
Societatea cu capital integral de stat a fost scoasă la privatizare de FPS în anul 2000 și a fost preluată prin licitație de Hovis GmbH Viena.
Intrată în faliment societatea austriacă a fost absorbită de MFC Commodities GmbH.
În urma unor neînțelegeri între investitor și Statul Român în privința unei infuzii de capital pentru relansarea combinatului, austriecii au abandonat proiectul.
În iulie 2004 grupul Serviciile Comerciale Române, patronat de Ștefan Vuza a preluat unitatea, prin intermediul A1 Impex SRL.
După semnare în data de 19 octombrie 2010 a unui Memorandum de Înțelegere  între S.C. Someș Dej și Avic International Holding Corporation din China privind investiții de aproximativ 500 milioane euro atât în retehnologizarea fabricii de celuloză și hârtie din Dej, cât și în mărirea capacităților de producție a acesteia, în iulie 2011 Ministerul de Externe al Chinei a desemnat o nouă companie care va continua parteneriatul cu S.C. Someș Dej. China Paper va investi 350 de milioane de euro în combinatul de celuloză și hârtie Someș Dej.
Cifra de afaceri în primele nouă luni din 2008: 98,1 milioane lei
în 13 decembrie 2013 societatea intra în faliment.

## Produse
Gama de produse cuprinde:
- Celuloză;
- Hârtie;
- Tuburi spiralate din carton triplex la următoarele dimensiuni:

◦diametru interior: 7 cm; 7,6 cm; 10 cm;
◦lungime 12 – 240 cm;
◦grosime perete 3 mm, 4 mm, 5 mm, 8 mm și 10 mm;
- Ulei de tall - Este utilizat în procesul de flotație a minereurilor, în industria lacurilor și vopselelor.
- Hipoclorit de sodiu - Se utilizează ca decolorant în industria textilă, precum și ca dezinfectant în tratarea apei.
- Apă demineralizată